# جبل نمر
 جبل نمر  (در عربی:  جبل نَمِر )
نام روستایی است در دهستان بَنُو العَوّام از توابع استان حَجّه در کشور یمن در شبه جزیره عربستان.

## جمعیت
جمعیت آن (۸۰ ) نفر (۸ خانوار) می‌باشد.